# Habla esmerada
El habla esmerada (o enfática culta) se define como aquel ejercicio o uso individual del lenguaje producido al elegir como forma de expresión la construcción de oraciones caracterizadas por el cumplimiento de todas las reglas prescriptivas presentes en una lengua determinada; por poseer un léxico preciso libre de vulgarismos, extranjerismos, y palabras malsonantes; que en caso de ser transmitidas oralmente el hablante se esfuerza en pronunciar de la forma más estandarizada posible siguiendo todos los fonemas ofrecidos por esa misma lengua.